# 宇宙に行ったサル

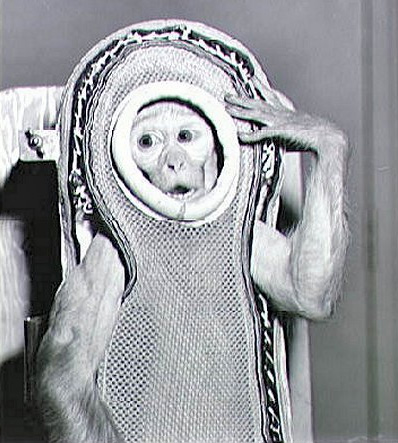
1959年にNASAのロケットで88キロメートルの高さまで飛行したアカゲザルのサム

1960年代に初の有人宇宙飛行が行われる以前、科学者が宇宙飛行の生物に対する影響を調査するために、動物の宇宙への打ち上げが何度か行われ、その中にはサルも含まれる。本項目では、そのような宇宙に行ったサルについて述べる。
アメリカでは、主に1948年から1961年に霊長類を乗せた宇宙飛行が何度か行われ、その後1969年と1985年に1回ずつ行われた。フランスでは、1967年に2回のサルの宇宙飛行が行われた。ソ連およびロシアでは、1983年と1996年にサルが打ち上げられた。これらの打ち上げのほとんどで、サルは打ち上げ前に麻酔された。
全世界で、これまでに32匹のサルが宇宙飛行に参加した。同一の個体が2回以上宇宙飛行を行った例はない。予備要員のサルも準備されていたが、それらは使用されなかった。使用された種は、アカゲザル、カニクイザル、リスザル、ブタオザル、チンパンジーなどである。

## アメリカ合衆国

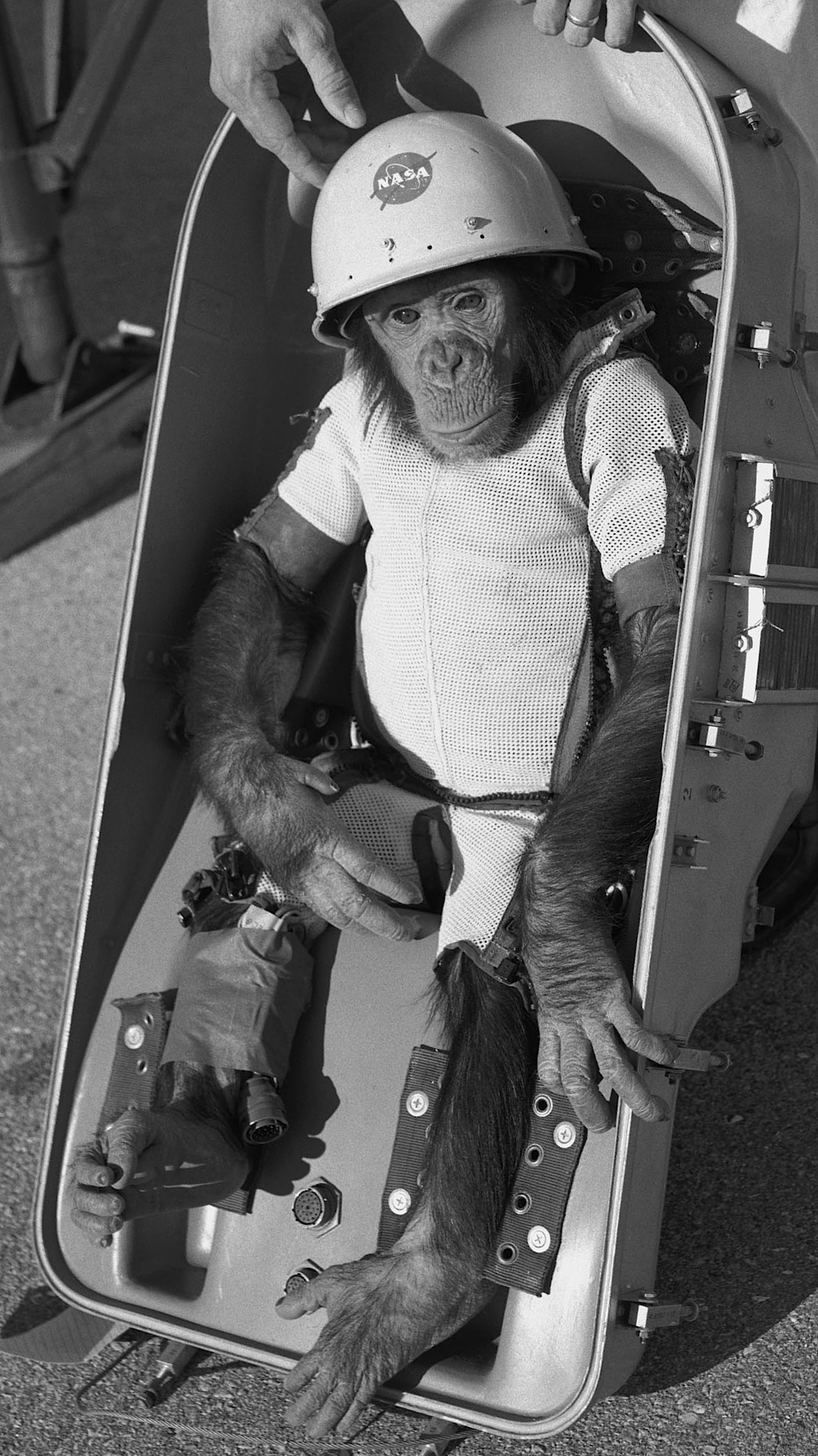
宇宙飛行前のチンパンジー・ハム

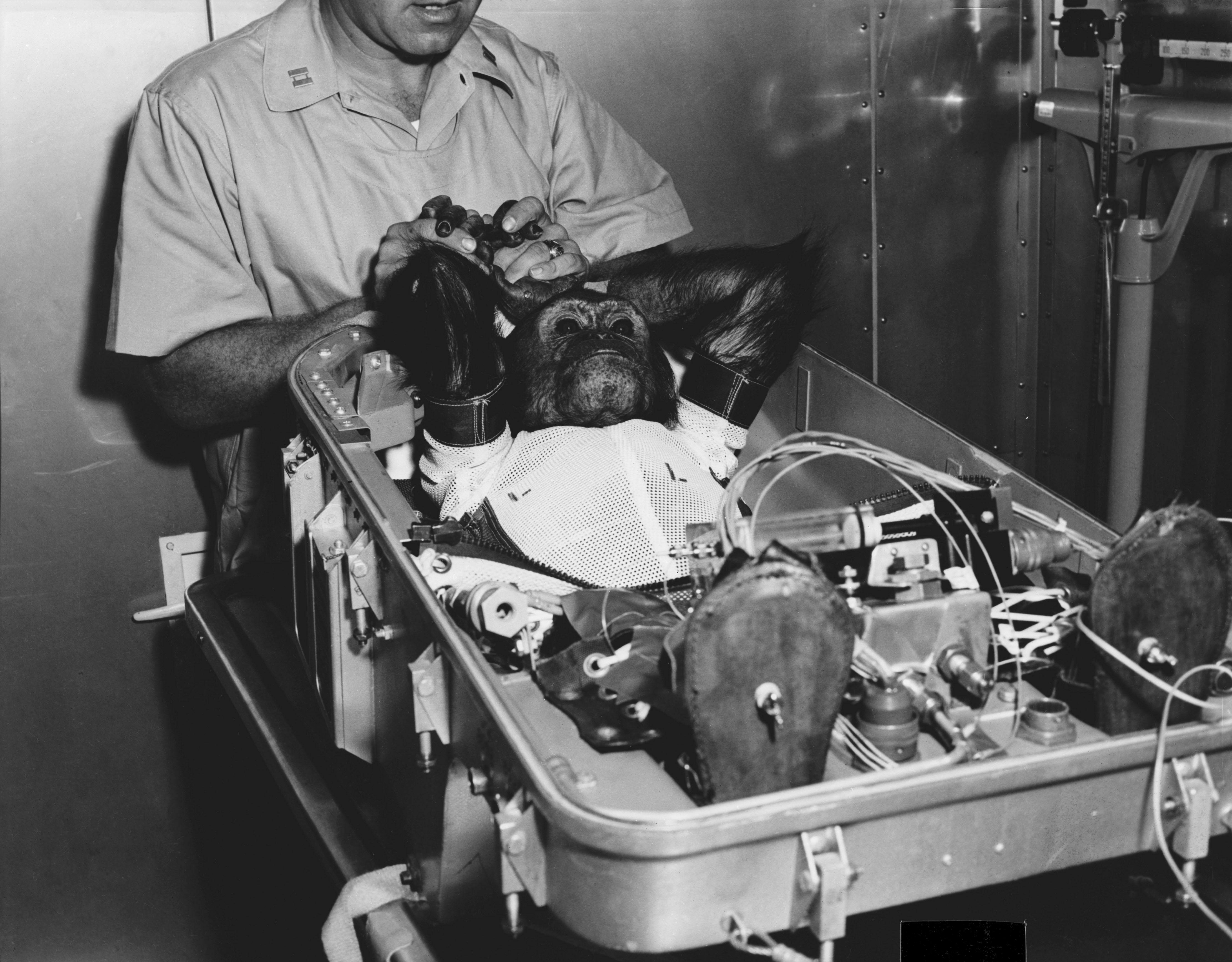
打ち上げ準備中のチンパンジー・イーノス

初めて宇宙飛行を行った霊長類は、アカゲザルのアルバート(Albert)である。1948年6月11日にV-2ロケットで打ち上げられ、高度63キロメートルまで達したが、飛行中に窒息死した。
続いて、1949年6月14日にアルバートIIがV-2ロケットにより打ち上げられた。最高高度は134キロメートルに達し、宇宙空間の下限とされる高度100キロメートルのカーマン・ラインを超えた最初の霊長類となった。アルバートIIは宇宙空間からは生還できたが、パラシュートの展開に失敗し、地表に激突して死亡した。1949年9月16日に打ち上げられたアルバートIIIは、高度35,000フィート（10.7キロメートル）でV2ロケットの爆発により死亡した。1949年12月12日に行われたアルバートIVの打ち上げが、最後のV-2ロケットによるサルの打ち上げとなった。この飛行は高度130.6キロメートルに達したが、パラシュートの障害により地表に激突し、アルバートIVは死亡した。アルバートIIIのみカニクイザルで、それ以外はアカゲザルである。
その後のサルの打ち上げはエアロビーロケットによって行われた。1951年4月18日にアルバートVと呼ばれるサルが打ち上げられたが、パラシュートの故障により死亡した。1951年9月20日に打ち上げられたヨリック(Yorick)またはアルバートVIと呼ばれるサルは、11匹のマウスとともに高度236,000フィート（72キロメートル）に達し、生きて帰還した。ヨリックは、初の宇宙飛行から生還した霊長類となった。ヨリックは着陸の2時間後に死亡し、生還した2匹のマウスも着陸後に死亡した。これらは、密封されたカプセルの中が日射によって高温となり、回収隊が到着するまでそのままにされたことによるものと考えられている。アルバートVIの飛行高度は、米国が宇宙飛行と定義した50マイル（約80キロメートル）は超えていたが、宇宙の国際的な定義である100キロメートルを下回っていた。1952年5月21日に2匹のカニクイザル・パトリシア(Patricia)とマイク(Mike)が打ち上げられて生還し、その後も長年にわたり生き残った。ただし、この時の飛行高度は36マイル（58キロメートル）だった。
1958年12月13日、リスザルのゴード(Gordo)が米陸軍のジュピター AM-13 ロケットで打ち上げられた。高度は500キロメートルに達し、生きて地球に戻ってきたが、カプセルのパラシュートの故障により南大西洋の海面に激突した。ゴードの乗ったカプセルは行方不明となり、その後の捜索でも発見できなかったが、ゴードは激突時に死亡したものと見られる。

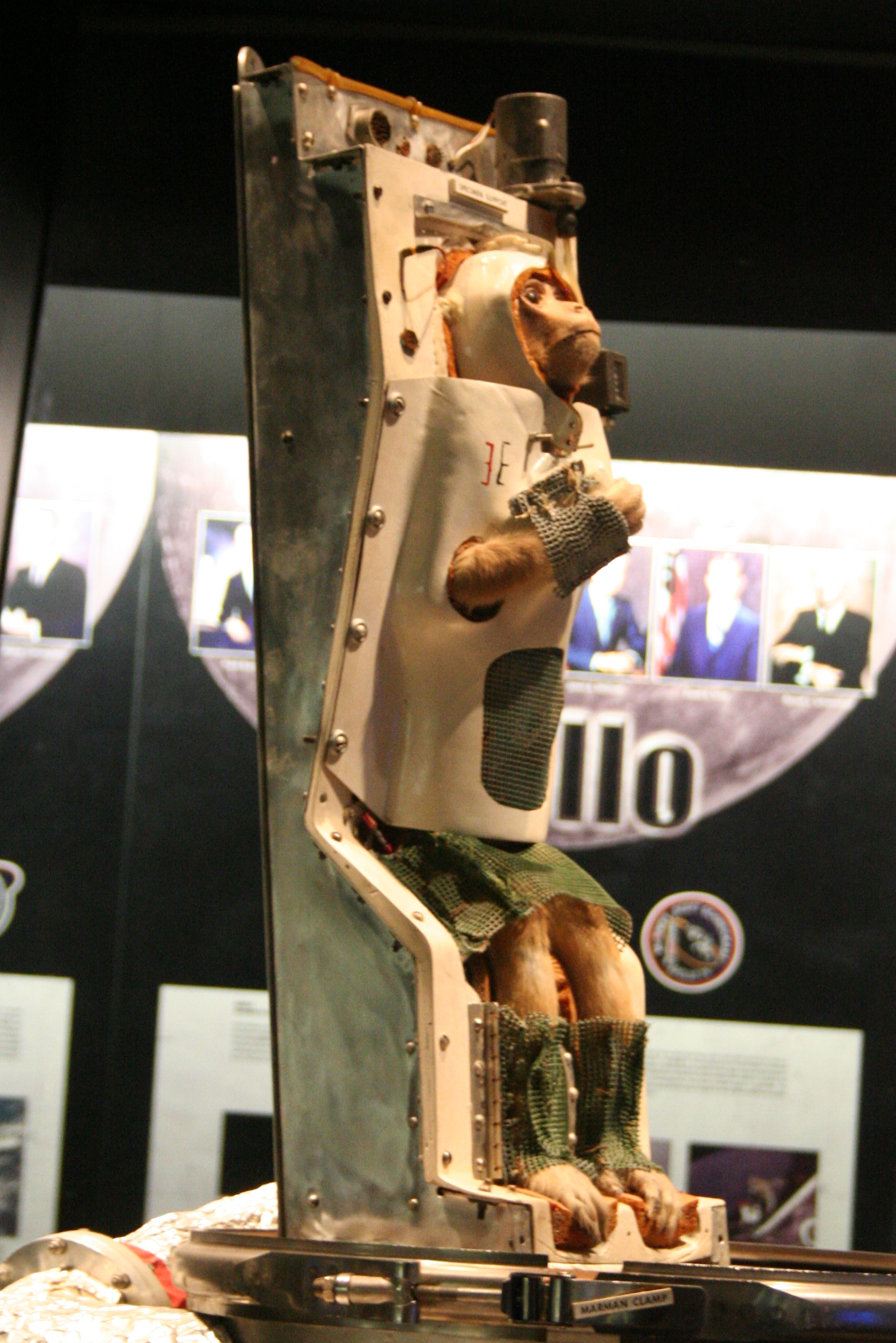
国立航空宇宙博物館に展示されているエイブルの遺体

1959年5月28日、ジュピター AM-18 ロケットでアカゲザルのエイブル(Able)とリスザルのベイカー(Baker)が打ち上げられた。2匹を乗せたロケットの速度は16,000キロメートル毎時、加速度は38G(373 m/s2)に達した。2匹は生還したが、エイブルは、6月1日に行われた、埋め込んだ電極を除去する手術を受ける際の麻酔への反応により死亡した。ベイカーは、宇宙飛行とその後の医療処置を乗り切った最初のサルとなった。ベイカーは1984年11月29日に27歳で亡くなり、アラバマ州ハンツビルのアメリカ宇宙ロケットセンターの敷地に埋葬されている。エイブルの遺体は保存され、現在、国立航空宇宙博物館に展示されている。2匹の名前は、1943年から1955年までの米軍のフォネティックコードから取られた。
1959年12月4日、マーキュリー計画の一環として、リトル・ジョー2号でアカゲザルのサム(Sam)が打ち上げられ、53マイル（85キロメートル）の高さに達した。続けて、1960年1月21日にリトル・ジョー1B号でアカゲザルのミス・サムが打ち上げられた。これは脱出ロケットの試験のためのもので、飛行高度は8マイル（13キロメートル）だった。マーキュリー計画では初めてチンパンジーが打ち上げられた。1961年1月31日にマーキュリー・レッドストーン2号でハム(Ham)が、1961年11月29日にマーキュリー・アトラス5号でイーノス(Enos)が打ち上げられた。なお、サムはテキサス州のブルックス空軍基地にある宇宙医療部(School of Aerospace Medicine)の略称から、ハムはニューメキシコ州のホロマン空軍基地にあるホロマン宇宙医療センター(Holloman Aerospace Medicine)の略称から取られたものである。
1961年11月10日、リスザルのゴライアス(Goliath)がアトラスロケットで打ち上げられたが、ロケットの爆発により死亡した。1961年12月20日、スキャットバック(Scatback)と呼ばれるアカゲザルが準軌道飛行を行ったが、着水後に行方不明となった。
バイオサテライト計画（生物衛星計画）の一環で、ブタオザルのボニー(Bonny)がバイオサテライト3号により打ち上げられた。ボニーは1969年6月29日から7月8日まで宇宙に滞在し、初の複数日に及ぶ霊長類の宇宙飛行となった。ボニーは着陸の当日に死亡した。
スペースシャトルのフライトSTS-51-Bでは、 No.3165とNo.384-80と呼ばれた2匹のリスザルが搭乗した。2匹は1985年4月29日から5月6日まで宇宙に滞在した。

## フランス
フランスは、1967年3月7日にベスタロケットでマルティーヌ(Martine)という名前のブタオザルを、同年3月13日にピエレット(Pierette)という名前のブタオザルを打ち上げた。マルティーヌは、国際的な定義による宇宙に達して生還した後、数時間以上生き延びた最初のmonkeyだった。

## ソ連・ロシア
ソ連およびロシアの宇宙計画では、1980年代・1990年代のビオン衛星計画でサルが打ち上げられた。全てアカゲザルであり、サルの名前は、頭文字がロシア文字の順番（А、Б、В、Г、Д、Е、Ё、Ж、З、…）となっていた。いずれも生還したが、1996年に行われた飛行で、帰還後の措置により1匹が死亡し、以降の計画はキャンセルされた。
1. ソ連の宇宙計画で打ち上げられた最初のサルは、ビオン6号（英語版）で打ち上げられたアブレック(Abrek)とビオン(Bion)だった。2匹は1983年12月14日から1983年12月20日まで宇宙に滞在した[14]。
2. 次のビオン7号（英語版）でVernyとGordyが打ち上げられ、1985年7月10日から1985年7月17日まで滞在した[15]。
3. ビオン8号（英語版）でDryomaとYeroshaが打ち上げられ、1987年9月29日から1987年10月12日まで滞在した[16]。帰還後、Dryomaはキューバの指導者フィデル・カストロに贈られた。
4. ビオン9号（英語版）でZhakonyaとZabiyakaが打ち上げられ、1989年9月15日から1989年9月28日まで滞在した[17]。2匹は、13日17時間のサルの最長宇宙滞在時間を記録した。
5. ビオン10号（英語版）でKroshとIvashaが打ち上げられ、1992年12月29日から1993年1月7日まで滞在した[18]。Kroshは、地球帰還後に子供を作ることに成功した。
6. ビオン11号（英語版）でLapikとMultikが打ち上げられ、1996年12月24日から1997年1月7日まで滞在した[19]。1月8日にアメリカによって行われた麻酔をかけての生検サンプリングの最中に、Multikは死亡し、Lapikも瀕死となった。1959年にも帰還直後の麻酔によりサルが死亡しているが、宇宙飛行中や直後の麻酔の投与を禁忌とするかどうかを決定するための追跡調査は行われていない。これ以降、ビオン計画へのアメリカの参加は中止となり[19]、それにより1998年に予定されていたビオン12号の計画もキャンセルとなった。

## アルゼンチン
1969年12月23日、アルゼンチンは「オペラシオン・ナヴィダード」（クリスマス作戦）の一環として、2段式のリゲル04ロケットを使用してホアン（Juan、アルゼンチン・ミシオネス州原産のフサオマキザル）を打ち上げた。推定の最高高度は82キロメートルで、正常に帰還した。他の情報源では、最高高度は30キロメートル、60キロメートル、72キロメートルとしているが、いずれにしても国際的な宇宙空間の定義である高度100キロメートルを下回っている。その後、1970年2月1日にX-1パンサーロケットで同じ種のサルが打ち上げられ、前年よりも高い高度に達したが、パラシュートの故障により失われた。

## 中華人民共和国
2001年1月9日に打ち上げられた中華人民共和国の宇宙船・神舟2号には、再突入モジュール内に生命維持システムの試験のためにサル・イヌ・ウサギが入れられた（ただし、中国の国家機密のため、正確な情報は不明である）。再突入モジュールは同年1月16日に内モンゴル自治区に着陸した。回収されたカプセルの画像は報道機関に公開されず、大気圏再突入に失敗したという推測が広まったが、中国政府は否定した。スウェーデン宇宙センターのニュースサイトは匿名からの情報として、パラシュートの誤動作によりハードランディングになったと報じた。

## イラン
2013年1月28日、AFP通信とSky Newsは、イランがピーシュガームロケットでサルを高度116キロメートルまで打ち上げ、「荷物」を回収したと報じた。イランのメディアは、打ち上げの日時や場所に関する詳細を報道しなかったが、報じられた内容から、イランの主張に対する疑問が提起された。報道された飛行前と飛行後のサルの写真は、明らかに異なる個体であった。この混乱の原因は、2011年にイラン学生通信(ISNA)が公開したアーカイブ写真が混入したためであった。ハーバード大学の天文学者ジョナサン・マクダウェルは、「彼らはその映像と2013年の打ち上げ成功の映像を混ぜてしまった」と語った。
2013年12月14日、AFP通信とBBCは、イランが再びサルを宇宙に送り、安全に帰還させたと報じた。2回の打ち上げに使われたのはどちらもアカゲザルで、1月に打ち上げられたのがAftab、12月に打ち上げられたのがFargamである。研究者は、このサルの子孫に対する宇宙旅行の影響を研究し続けている。